# Дикенсон (округ)
Округ Дикенсон (англ. Dickenson County) располагается в США, штате Виргиния. По состоянию на 2010 год, численность населения составляла 15 903 человек. Получил своё название в честь Уильяма Дж. Дикенсона.

## География
По данным Бюро переписи США, общая площадь округа равняется 870 км², из которых 860 км² суша и 8,0 км² или 0,9 % это водоёмы.

### Соседние округа
- Бьюкенен (Виргиния) — северо-восток
- Расселл (Виргиния) — юго-восток
- Уайз (Виргиния) — юго-запад
- Пайк (Кентукки) — северо-запад

## Демография
По данным переписи населения 2000 года в округе проживает 16 395 жителей в составе 6 732 домашних хозяйств и 4 887 семей. Плотность населения составляет 35 человек на км². На территории округа насчитывается 7 684 жилых строений, при плотности застройки 9 строений на км². Расовый состав населения: белые — 98,96 %, афроамериканцы — 0,35 %, коренные американцы (индейцы) — 0,12 %, азиаты — 0,07 %, гавайцы — 0,03 %, представители других рас — 0,05 %, представители двух или более рас — 0,45 %. Испаноязычные составляли 0,43 % населения.
В составе 30,40 % из общего числа домашних хозяйств проживают дети в возрасте до 18 лет, 58,00 % домашних хозяйств представляют собой супружеские пары проживающие вместе, 10,60 % домашних хозяйств представляют собой одиноких женщин без супруга, 27,40 % домашних хозяйств не имеют отношения к семьям, 25,30 % домашних хозяйств состоят из одного человека, 11,30 % домашних хозяйств состоят из престарелых (65 лет и старше), проживающих в одиночестве. Средний размер домашнего хозяйства составляет 2,42 человека, и средний размер семьи 2,88 человека.
Возрастной состав округа: 22,10 % моложе 18 лет, 8,90 % от 18 до 24, 27,60 % от 25 до 44, 26,90 % от 45 до 64 и 14,50 % от 65 и старше. Средний возраст жителя округа 40 лет. На каждые 100 женщин приходится 95,70 мужчин. На каждые 100 женщин старше 18 лет приходится 93,60 мужчин.
Средний доход на домохозяйство в округе составлял 23 431 USD, на семью — 27 986 USD. Среднестатистический заработок мужчины был 27 281 USD против 17 695 USD для женщины. Доход на душу населения составлял 12 822 USD. Около 16,90 % семей и 21,30 % общего населения находились ниже черты бедности, в том числе — 26,80 % молодежи (тех кому ещё не исполнилось 18 лет) и 17,30 % тех кому было уже больше 65 лет.